# نبیلی (دهانه)
نبیلی یک دهانه برخوردی در ماه‌ است.